# 下新城 (川崎市)
下新城（しもしんじょう）は、神奈川県川崎市中原区の町名。現行行政町名は下新城1丁目から3丁目で、住居表示実施済区域。

## 地理
中原区の西部にあり、西端を遊歩道化した江川が流れ、また東西に中原街道（神奈川県道45号丸子中山茅ヶ崎線）が通過している。一帯はマンションや小工場などが立ち並んでいるが、農地も見られる。
下新城は北端で新城・新城中町と、東端から南端にかけて下小田中と、西端では高津区の子母口・千年・千年新町と接する（特記のない町域は中原区所属）。

## 歴史
当地は二ヶ領用水の分流である根方堀からさらに分流した盗人堀により潤されていた。堀の水は澄んでおり、ホタルが暮らしていたほか、飲料水・生活用水ともなっていたが、川崎市への編入と前後して水が汚れはじめ、その後に当地へ水道が引かれた。
また、かつての中原街道は当地と下小田中の境を通っていたが、慶長期に当地をまっすぐ通過する経路が作られた。昭和30年頃には、下肥を東京方面へ取りに行く大八車の姿が、砂利道であった中原街道に見られた。
昭和40年代までは二毛作や養豚が行われるような農地であったが、その後は宅地化が進行していった。

### 地名の由来
住居表示の施行前から慣習的に新城は上・中・下の3つに区分されており、それに沿って設置されていた「下新城」町会の名称と区域をほぼそのまま引き継いでいる。「新城」の由来については、新城 (川崎市)#地名の由来を参照のこと。

### 沿革
- 慶長年代 - 中原街道が付け替えられる。
- 1889年（明治22年）- 町村制施行により、中原村が成立。当地は中原村新城の一部となる。
- 1925年（大正14年）- 中原村と住吉村の大半が合併して中原町を新設。当地は中原町新城の一部となる。
- 1933年（昭和8年）- 中原町が川崎市に編入される。川崎市新城の一部となる。
- 1953年（昭和28年）- 大戸小学校から分離する形で川崎市立新城小学校が開校[10]。
- 1962年（昭和37年）- 神奈川県立新城高等学校が開校[10]。
- 1972年（昭和47年）- 川崎市が政令指定都市に移行。川崎市中原区新城の一部となる。
- 1975年（昭和50年）- 中原街道が拡幅される[11]。
- 1979年（昭和54年）- 住居表示の実施に伴い、新城の一部から下新城一丁目、下新城ニ丁目、下新城三丁目が成立。

## 世帯数と人口
2025年（令和7年）6月30日現在（川崎市発表）の世帯数と人口は以下の通りである。
| 丁目        | 世帯数    | 人口    |
| ----------- | --------- | ------- |
| 下新城1丁目 | 963世帯   | 1,759人 |
| 下新城2丁目 | 1,117世帯 | 1,969人 |
| 下新城3丁目 | 1,123世帯 | 2,227人 |
| 計          | 3,203世帯 | 5,955人 |

### 人口の変遷
国勢調査による人口の推移。
| 年                 | 人口  |
| ------------------ | ----- |
| 1995年（平成7年）  | 3,382 |
| 2000年（平成12年） | 4,725 |
| 2005年（平成17年） | 5,034 |
| 2010年（平成22年） | 5,296 |
| 2015年（平成27年） | 5,444 |
| 2020年（令和2年）  | 6,032 |

### 世帯数の変遷
国勢調査による世帯数の推移。
| 年                 | 世帯数 |
| ------------------ | ------ |
| 1995年（平成7年）  | 1,765  |
| 2000年（平成12年） | 2,223  |
| 2005年（平成17年） | 2,448  |
| 2010年（平成22年） | 2,678  |
| 2015年（平成27年） | 2,640  |
| 2020年（令和2年）  | 2,995  |

## 学区
市立小・中学校に通う場合、学区は以下の通りとなる（2022年3月時点）。
| 丁目        | 番地 | 小学校             | 中学校               |
| ----------- | ---- | ------------------ | -------------------- |
| 下新城1丁目 | 全域 | 川崎市立新城小学校 | 川崎市立西中原中学校 |
| 下新城2丁目 | 全域 | 川崎市立新城小学校 | 川崎市立西中原中学校 |
| 下新城3丁目 | 全域 | 川崎市立新城小学校 | 川崎市立西中原中学校 |

## 事業所
2021年（令和3年）現在の経済センサス調査による事業所数と従業員数は以下の通りである。
| 丁目        | 事業所数  | 従業員数 |
| ----------- | --------- | -------- |
| 下新城1丁目 | 43事業所  | 464人    |
| 下新城2丁目 | 47事業所  | 441人    |
| 下新城3丁目 | 26事業所  | 226人    |
| 計          | 116事業所 | 1,131人  |

### 事業者数の変遷
経済センサスによる事業所数の推移。
| 年                 | 事業者数 |
| ------------------ | -------- |
| 2016年（平成28年） | 108      |
| 2021年（令和3年）  | 116      |

### 従業員数の変遷
経済センサスによる従業員数の推移。
| 年                 | 従業員数 |
| ------------------ | -------- |
| 2016年（平成28年） | 931      |
| 2021年（令和3年）  | 1,131    |

## 交通

### 鉄道
武蔵野南線が当地の地下を通過するが、同線は基本的に貨物線であり、また当地から同線を利用可能な駅設備も存在しない。

### 路線バス
当地を通る路線バスは、東急バス・川崎市交通局の2事業者が運行しており、中原街道を通って鷺沼駅と武蔵小杉駅を結ぶバス（2事業者の共同運行）や、南北に走って向ヶ丘遊園駅・溝の口駅と川崎市バス井田営業所を結ぶバスなどが運行されている。

### 道路
当地を東西に中原街道（神奈川県道45号丸子中山茅ヶ崎線）が、南北に宮内新横浜線が通過しており、両者は当地内の下新城交差点で交差している。

## 施設
- 新城こども文化センター（児童館）

### 教育
- 神奈川県立新城高等学校
- 川崎市立新城小学校

## その他

### 日本郵便
- 郵便番号 : 211-0042[4]（集配局 : 中原郵便局[22]）

### 警察
町内の警察の管轄区域は以下の通りである。
| 丁目        | 番・番地等 | 警察署     | 交番・駐在所     |
| ----------- | ---------- | ---------- | ---------------- |
| 下新城1丁目 | 全域       | 中原警察署 | 武蔵新城駅前交番 |
| 下新城2丁目 | 全域       | 中原警察署 | 武蔵新城駅前交番 |
| 下新城3丁目 | 全域       | 中原警察署 | 武蔵新城駅前交番 |